# آبادیا دوس دورادوس

آبادیا دوس دورادوس (به پرتغالی: Abadia dos Dourados) یک منطقهٔ مسکونی در برزیل است که در میناز ژرایس واقع شده‌است. آبادیا دوس دورادوس ۸۸۱٫۰۶۴ کیلومتر مربع مساحت و ۷٬۰۰۶ نفر جمعیت دارد.